# Kubiki
Kubiki – wieś w Polsce położona w województwie łódzkim, w powiecie radomszczańskim, w gminie Wielgomłyny. Miejscowość wchodzi w skład sołectwa Karczów.
W latach 1975–1998 miejscowość należała administracyjnie do województwa piotrkowskiego.